# Haris Handžić
Haris Handžić (sinh 20 tháng 6 năm 1990) là một cầu thủ bóng đá Bosnia và Herzegovina cho câu lạc bộ HSK Zrinjski Mostar.